# Lícia

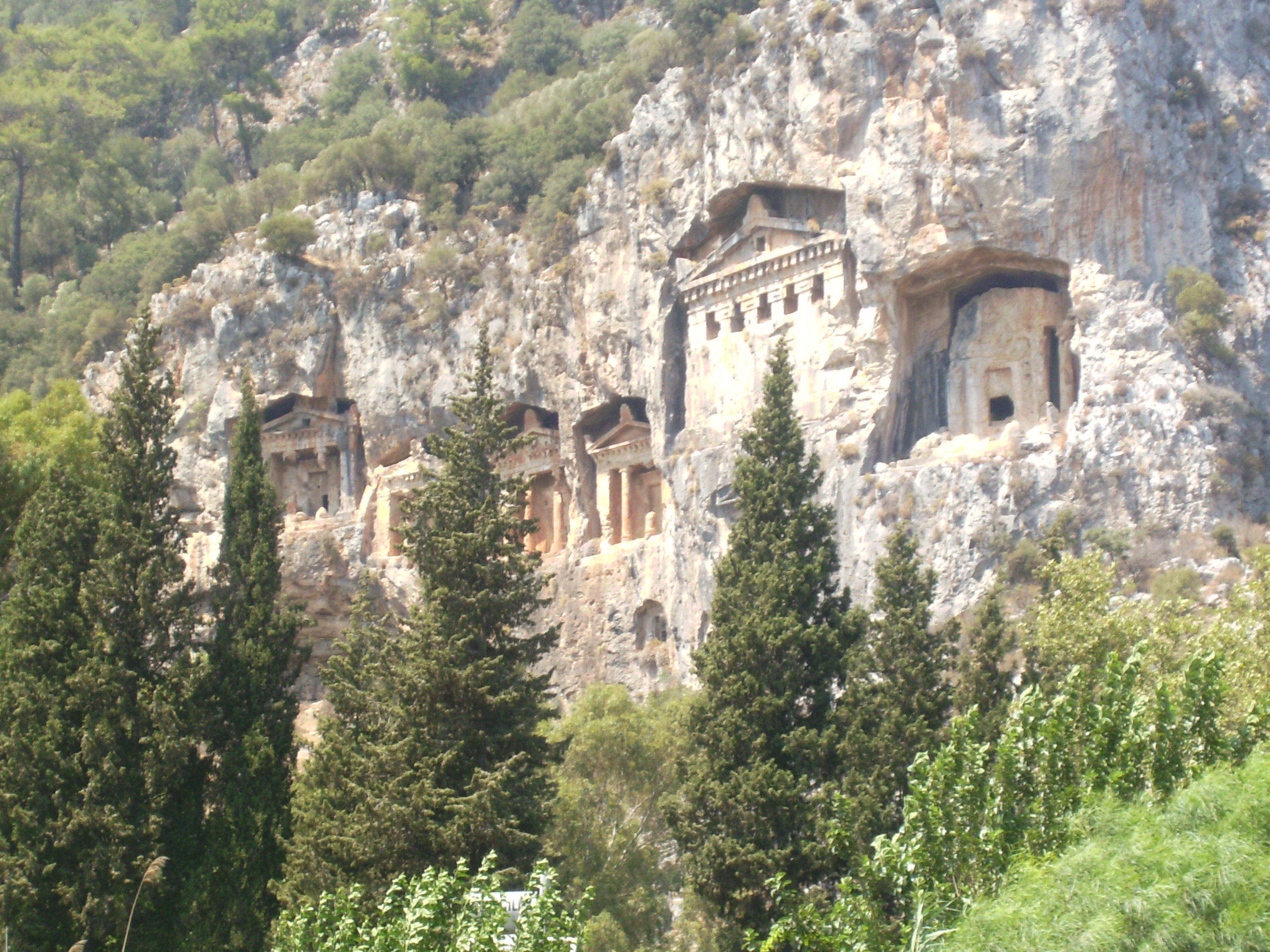
Tombes de Dalyan.

Lícia (en llatí Lycia, en grec antic Λυκία) era una regió de la costa sud-oest de l'Àsia Menor entre Cària i Pamfília. La capital en va ser Xantos. El seu nom anterior era Lukka i els grecs, que l'anomenaven Termilis, esmenten alguns reis llegendaris, entre ells Licos, que hauria donat nom al país. Els noms dels principals sobirans, segons la mitologia grega, són Iòbates, Bel·lerofont el Corinti, Hipòloc, Glauc, Sarpèdon, Megarió i Licos.

## Límits i descripció física
Limitava a l'oest amb Cària, al nord amb Frígia i Psídia, a l'est amb Pamfília i al sud amb la mar Mediterrània que sovint s'anomenava en aquella part, mar de Lícia. La frontera occidental, la formava el riu Glaucos i les muntanyes Daedala; la del nord, la formava les muntanyes del Taure; i la de l'est les muntanyes Climax.
Els país, a la part nord, era muntanyós, amb les serralades de Daedala, Cragos, i Massictes, que en alguns punts ronden els 3.000 metres, i a l'est la serralada de Climax. La plana produïa vi, gra i fruites, a més de fusta de cedre. Pel seu caràcter volcànic, també tenia fonts de nafta; a Deliktash, hi ha un cràter d'on surt sempre foc, en sortir gas inflamat, i probablement és l'origen de la història de la Quimera.
Els rius principals són el Xantos a l'oest i el Limiros (Limyros) o Aricandos a l'est. El llac més important és l'anomenat actualment Avlan Golu i també cal indicar el Yazer Golu.

## Història

### Relats mitològics

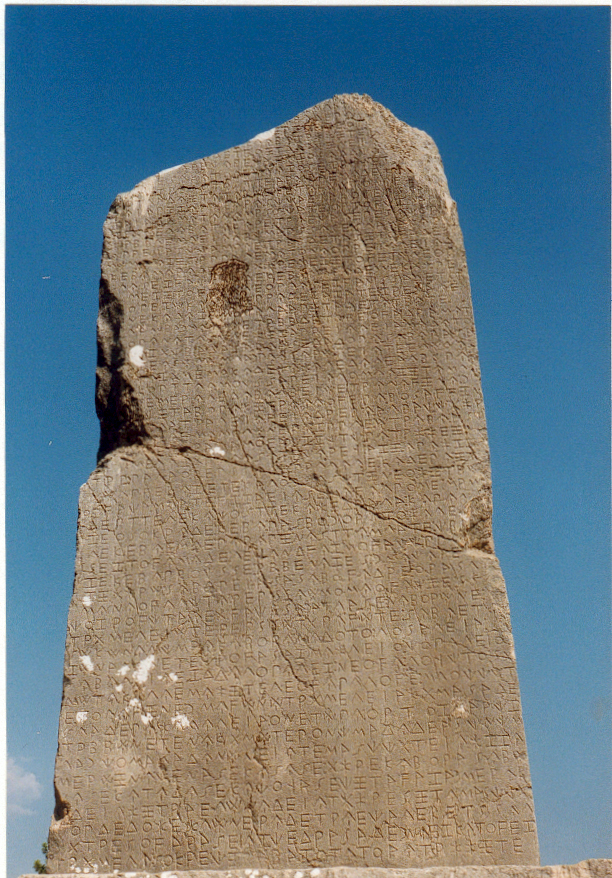
Inscripcions lícies prop de la ciutat de Xantos.

Homer coneixia perfectament el país, i esmenta el riu Xantos i el cap de Quimera. Heròdot diu que el seu antic nom era Mílies (Μιλυάς), i els seus habitants, els sòlims (Σόλυμοι) i trèmiles (Τρεμίλαι o Τερμίλαι); es tractava probablement de dues tribus del mateix poble. Segons la llegenda, els trèmiles van ser sotmesos per una banda de cretencs dirigits per Sarpèdon, germà del mític Minos, que va formar un regne. Durant el seu govern, hi va anar una colònia d'atenesos dirigida per Licos, fill de Pandíon, expulsat de l'Àtica per son germà Egeu i es van instal·lar a una regió muntanyosa de nom Mílies. Sarpèdon va canviar el nom del país i li va dir Lícia en honor del seu amic Licos. El nom de Mílies va restar restringit a la part muntanyosa del nord del país, on vivien els sòlims, mentre que els trèmiles van passar a dir-se licis.
Un altre mite deia que quan Leto havia donat a llum Apol·lo i Àrtemis, va arribar a la terra de Lícia per banyar els fills i per beure aigua al riu Xantos. A la font de Mèlite, uns bovers no la deixaren beure perquè havien d'abeurar els seus bous, i Leto continuar cap al Xantos. De camí li van sortir al pas uns llops que li indicaren el camí cap al riu, on va poder, finalment, beure aigua i banyar els seus fills. En agraïment als llops, va donar a la terra el nom de Lícia (grec antic: Λυκία, de λύκος, 'llop'). De tornada, va castigar els bovers convertint-los en granotes, i es deia que les granotes que rauquen vora els rius i els estanys eren els bovers de Leto.

### Període hitita
Sota el rei Telepinus, es conserva la crònica d'una campanya contra Luhha, probablement Lukka, en què el rei hitita s'atribueix la victòria, però els habitants de Lukka, de vegades aliats al Regne d'Arzawa i altres vegades independents, sempre es van resistir a la dominació dels hitites. A Lukka, era on hi havia un santuari d'una de les principals deïtats hitites, la dea solar d'Arinna.
Sota Muwatallis II, Lukka va donar suport al rei hitita i van enviar un contingent a la batalla de Cadeix que va tenir lloc aproximadament l'any 1390 aC. La regió apareix després sota domini hitita fins a la guerra civil entre Mursilis III i Hattusilis III. La situació és poc coneguda, però aparentment hi va haver desordres i la regió es va posar sota la direcció d'un home anomenat Tawagalawa, germà del rei d'Ahhiyawa. Tawagalawa ha estat identificat amb l'homèric Eteocles, fill d'Andreos d'Orcomen. Tawagalawa va començar a atacar el territori hitita, de manera que Hattusilis III va perdre aviat el control de la situació al sud-oest i la gent de Lukka va arribar al riu Hulaya, districte fronterer amb la capital a Hawaliya i als districtes veïns de Natas, Parha (després Perge, a Pamfília), Harhasuwanta i d'altres, de manera que tota la costa fins a Kizzuwatna va quedar fora del control del rei hitita. Els districtes fronterers de Wasuwatta i Harputtawana van caure en mans de rebels ajudats per Lukka.
L'aventurer Piyama-radu de Lazba va envair territori hitita des de Millawanda (el rei era el seu sogre) i va conquerir la terra del riu Hulaya, i arribà fins a la Terra Baixa Hittita, a Nahita. Hattusilis va marxar contra els col·ligats i els va expulsar de la Terra Baixa i el riu Hulaya, però sense arribar a la costa occidental ni probablement a Pamfília. Llavors, va nomenar el seu nebot Ulmi-Tesup (Kurunta), fill de Muwatallis II, rei d'un gran regne del sud-oest, amb capital a Tarhuntasa, que va governar sota el nom de Kurunta. El regne limitava al nord i l'oest amb Pitassa, Ussa i terres hitites, i cap al sud i sud-oest eren terres a dominar "en direcció a la ciutat de Šaranduwa, a la terra del riu Hulaya". En els següents anys, Kurunta va dominar fins a la costa al sud, i a l'oest fins al riu Kastaraya (Kestros) i la ciutat de Parha (Perge), a la plana de Pamfília.
Kurunta de Tarhuntasa es va entrevistar amb el rei d'Ahhiwaya a Millawanda i es va acordar la retirada dels aqueus de Lukka, que va retornar a control hitita i els caps locals es van afanyar a proclamar la seva lleialtat al rei de Tarhuntasa i al gran rei hitita. A Lukka, es va lliurar segurament una batalla naval contra els pobles de la mar on els hitites en van sortir derrotats. La segona derrota a terra, a Lawasanda, va posar fi al seu imperi.

### Domini persa
No hi ha fonts escrites per a conèixer el que va passar a la regió després del 1200 aC i, si bé es creu que Cresos de Lídia no va poder dominar el territori, res més no se sap del cert fins que va ser conquerit per l'Imperi Mede el 546 aC. Els licis van oferir ferotge resistència al general Hàrpag, de manera que la ciutat de Xantos va preferir l'anihilament i els seus habitants assetjats van calar foc a la ciutat, que va quedar destruïda, abans que rendir-se.
A començaments del segle v aC, els licis es van unir a la revolta de Jònia, però van ser sotmesos igualment que els jonis i el país es va incloure dins la Satrapia I (Lídia) en temps de Darios I el Gran, dins de la qual formava una subsatrapia. Quan Cària (una altra subsatrapia) va passar a ser una satrapia separada, Lícia en va formar part, però va tenir alguns moments d'autonomia amb Zopiros i amb Kherei a la segona meitat del segle v aC, i amb Pèricles, a principis del segle iv aC. És possible que les ciutats lícies paguessin algun tipus de tribut a Atenes durant la Guerra del Peloponès. La seva història detallada sota domini persa no és prou coneguda, però a grans trets es pot dir que va conservar una certa autonomia pagant tribut i proveint soldats.

### Domini macedoni
Després del 334 aC, es va produir la conquesta d'Alexandre el Gran, que va anar de Cària a Psídia i Frígia a través de Lícia. Els licis no van oferir resistència als macedonis, o en van oferir molt poca. Xantos, Pinara, Patara i unes trenta ciutats més, s'hi van rendir sense lluitar. La confederació lícia es va constituir o reconstituir en aquesta època; era una confederació de ciutats lliures, una organització que, segons Estrabó, ja existia des del temps de Cresos, quan les ciutats es van confederar per resistir aquest rei i que s'hauria mantingut almenys parcialment sota domini persa.
Estrabó esmenta la confederació i la seva constitució i diu que estava formada per 23 ciutats, de les quals sis eren les principals: Xantos, Patara, Pinara, Olimp, Mira i Tlos. Cadascuna tenia tres vots en el consell federal, mentre que altres ciutats més petites en tenien dos i la resta un de sol. El poder executiu de la confederació era en mans del Liciarca (Λυκιάρχης), d'elecció anyal al començament del Congrés, que també elegia els altres membres executius. Els jutges i magistrats eren elegits per cada ciutat segons el seu nombre de vots i les taxes i altres deures públics seguien el mateix principi. El Congrés decidida sobre la pau, la guerra i les aliances. Sota el poder romà, Roma tenia el control d'aquests afers.
Alexandre la va donar a Nearc, el seu almirall. Nearc la va posseir també sota Antígon el borni, uns dels diàdocs d'Alexandre, després del 323 aC i que el 305 aC es va proclamar rei de Sardes. Va passar als selèucides el 301 aC i als Ptolemeus el 295 aC, i tornà als selèucides el 272 aC.

### Confederació lícia independent
La regió va quedar incorporada al Regne de Pèrgam després del tractat d'Apamea el 188 aC, per concessió romana a Rodes, però les ciutats lídies amb suport secret de Pèrgam van resistir els rodis amb les armes i finalment els romans, enemistats amb els rodis, van restaurar la seva independència i en aquest període Lícia va arribar a la seva màxima prosperitat i desenvolupament. En les Guerres Mitridàtiques, les ciutats lícies eren neutrals. No es va veure excessivament afectada per les incursions dels pirates cilicis.
En la guerra civil que va seguir la mort de Juli Cèsar a la meitat del segle i aC, Marc Juni Brut i Gai Cassi Longí van atacar el país perquè afavoria, segons sembla, el partit d'Octavi i Marc Antoni. Quan Brut va atacar Xantos l'any 42 aC, la ciutat va tornar a oferir una resistència obstinada i quan va poder entrar a la ciutat per un engany, un altre cop els seus habitants van destruir la ciutat. La seva caiguda va anar seguida per la rendició de Patara i d'altres ciutats i Brut hi va imposar grans contribucions. Més tard, Marc Antoni va concedir a Lícia l'exempció de taxes en consideració a aquests sofriments i va fer reconstruir Xantos.

### Província romana
Però ja les coses eren diferents i les lluites polítiques van crear inestabilitat fins que, l'any 43, l'emperador Claudi va convertir el país en província. Plini el Vell diu que la província tenia 70 ciutats (incloent-hi Pamfília), però que en el seu temps s'havien reduït ja a 26. Hadrià la va convertir en província de rang senatorial.
Claudi Ptolemeu diu que en el seu temps era una província separada, però segurament va romandre unida a Pamfília fins al temps de Teodosi el Gran, ja que hi ha almenys una inscripció que parla de "procos. Lyciae et Pamphyliae" i els dos territoris tenien un únic governador encara en temps de Constantí el Gran. Sota Teodosi, Lícia i Pamfília van ser separades. La capital provincial n'era Mira.

### Exploració
Lícia va ser un país molt poc visitat i descrit pels occidentals, fins que l'any 1838 el va visitar sir Charles Fellows. Actualment forma part de la regió anomenada Província d'Antalya.